# Eyedea & Abilities
Eyedea & Abilities foi uma dupla musical de Hip Hop formada respectivamente por Micheal David Larsen e Gregory Keltgen. Nascidos em Minnesota, Eyedea era um rapper e compositor, enquanto DJ Abilities é um DJ e beatmaker americano. Fortemente associados à gravadora independente Rhymesayers, sendo que lançaram diversas músicas juntos.

## Biografia
Eyedea & Abilities (muitas vezes abreviado como E & A) foi um duo de hip hop americano de Saint Paul, Minnesota, consistindo do rapper Eyedea e DJ Abilities. A dupla foi fundada em 1999 e tornou-se uma figura proeminente da cena hip hop underground, tornando-se conhecida pelas letras filosóficas e socialmente conscientes de Eyedea, juntamente com a fusão experimental dinâmica de elementos estilísticos do rap e do rock, bem como da música eletrônica. O grupo esteve ativo até a morte de Eyedea em outubro de 2010. Ao longo de pouco mais de uma década, a dupla colaborou com muitos grupos de hip hop e artistas bem conhecidos, como Aesop Rock e Sage Francis, desempenhando um papel proeminente no emergente movimento underground rap. O desempenho altamente bem-sucedido de Eyedea em diversas competições de Batalha de Rap, juntamente com seu senso de integridade lírica muito introspectivo, complexo e poético, influenciou fortemente a produção musical distinta da E & A e definiu amplamente o grupo como uma presença única e estilisticamente independente dentro do gênero musical.
Antes de Eyedea & Abilities ser uma dupla de MC/DJ, eles eram Mike Larsen e Gregory "Max" Keltgen, dois amigos de Minneapolis. Em 1997, no entanto, ainda no colégio, a dupla começou a competir no circuito de batalha, ganhando reconhecimento por vitórias de alto nível no Scribble Jam de 1999 e no Campeonato Mundial de Blaze-Battle transmitido pela HBO em 2000, entre outros. Apesar dos rumores de possíveis acordos com Puff Daddy ou Eminem, Eyedea & Abilities optaram por assinar com outros Rhymesayers de Minnesota e lançaram seu álbum de estreia, First Born, em 2001. Afastando-se dos raps de batalha que haviam feito anteriormente, First Born foi um introspectivo álbum conceitual refletindo sobre o estado do hip-hop e da vida. Como Eyedea & Abilities estavam envolvidos em outros projetos (Oliver Hart e Micranots, respectivamente), seu segundo álbum, E&A, só foi lançado em 2004. By the Throat chegou em 2009. Em 17 de outubro do ano seguinte, Eyedea morreu durante o sono de uma aparente overdose de drogas.

## Carreira
Eyedea tornou-se conhecido pela primeira vez em todo o circuito local de hip hop do meio-oeste por suas habilidades em batalha de rap e freestyle. Eyedea era mais conhecido por suas vitórias na batalha de MCs Scribble Jam e na competição de MCs Blaze Battle, que foi ao ar na HBO e apresentado pela KRS-One. Depois, Eyedea passou a excursionar como Atmosphere com Slug e outros artistas da gravadora Rhymesayers. DJ Abilities era conhecido por ganhar dois prêmios DMC e por seu trabalho em suas mixtapes e "1200 Hobos". Eyedea & Abilities deu seu salto da cena de batalha com o lançamento de seu álbum de estreia First Born. Após um esforço solo de Eyedea em 2002 sob o nome de "Oliver Hart", Eyedea & Abilities lançou o disco "E&A" em 2004, que colocou Eyedea de volta às suas raízes de rapper de batalha, com "Vish Khanna" da revista "Exclaim!" dando-lhe uma crítica favorável, dizendo: "Eyedea é um MC fanfarrão, cuspindo disses como um valentão da escola rachando sua equipe às suas custas". Após a E&A, a dupla entrou em um pausa não anunciado, trazendo especulações de que Eyedea & Abilities não estavam mais juntos. No entanto, em agosto de 2007, a dupla anunciou através de seu MySpace que eles estariam no "Twin Cities Celebration of Hip Hop" tocando músicas antigas, bem como material novo. Eyedea & Abilities retornou à estrada fazendo novos shows no inverno de 2007 com sua "Appetite For Distraction Tour". Em 2007, Eyedea criou um livro de poesia e arte com o pintor Louis N. LaPierre, que também é responsável pela arte do álbum "This Is Where We Were" do Face Candy. O livro foi intitulado "Once A Queen... Always A Creep". Apenas 80 cópias foram feitas. Estava à venda durante a turnê "Appetite For Distraction" que a dupla Eyedea & Abilities fizeram.

Em 2009, lançaram o seu terceiro disco chamado "By the Throat" pela gravadora Rhymesayers Entertainment.
Em 16 de outubro de 2010, a mãe de Micheal Larsen o encontrou morto em sua casa como resultado de uma toxicidade de opiáceos. Ademais, as autoridades do condado de Ramsey consideraram a overdose de opiáceos acidental.

## Discografia

### Discos
- First Born (2001)
- E&A (2004)
- By the Throat (2009)
- Grand's Sixth Sense (2011) (como Sixth Sense, gravado em 1990s, lançado após o falecimento de Eyedea)

### Singles
- Pushing Buttons 12" (2000)
- Blindly Firing 12" (2001)
- Now 12" (2003)

### Outros
- E&A Road Mix (2003)
- E&A Instrumentals (2003)
- When in Rome, Kill the King (2010)
- Eyedea: Freestyles (2010)